# E3 Prijs Vlaanderen 2007
La 50.ª edición de la clásica ciclista E3 Prijs Vlaanderen fue una carrera en Bélgica que se celebró el 31 de marzo de 2007 sobre un recorrido de 203 kilómetros con inicio y final en la ciudad de Harelbeke. 
La carrera formó parte del UCI Europe Tour 2006-2007 y fue ganada por el ciclista belga Tom Boonen del Quick Step-Innergetic.

## Clasificación final
Las clasificaciones finalizaron de la siguiente forma:
| \| Clasificación general \| Clasificación general \| Clasificación general \| Clasificación general \| Clasificación general \| \| Ciclista \| Ciclista \| Equipo \| Tiempo \| \| \| --------------------- \| --------------------- \| ------------------------------- \| --------------------- \| --------------------- \| \| 1.º \| Tom Boonen \| Quick Step-Innergetic \| 4 h 55 min 36 s \| \| \| 2.º \| Fabian Cancellara \| CSC \| + 0 s \| \| \| 3.º \| Marcus Burghardt \| T-Mobile \| + 0 s \| \| \| 4.º \| Manuel Quinziato \| Liquigas \| + 0 s \| \| \| 5.º \| Allan Johansen \| CSC \| + 42 s \| \| \| 6.º \| Roy Sentjens \| Predictor-Lotto \| + 46 s \| \| \| 7.º \| Philippe Gilbert \| La Française des jeux \| + 46 s \| \| \| 8.º \| Baden Cooke \| Unibet.com \| + 46 s \| \| \| 9.º \| Stuart O'Grady \| CSC \| + 46 s \| \| \| 10.º \| Alessandro Ballan \| Lampre-Fondital \| + 46 s \| \| \| 11.º \| Serguéi Ivanov \| Astana \| + 46 s \| \| \| 12.º \| Óscar Freire \| Rabobank \| + 46 s \| \| \| 13.º \| Stijn Devolder \| Discovery Channel \| + 46 s \| \| \| 14.º \| Michael Boogerd \| Rabobank \| DES \| \| \| 15.º \| Murilo Fischer \| Liquigas \| + 2 min 25 s \| \| \| 16.º \| Staf Scheirlinckx \| Cofidis-Le Crédit par Téléphone \| + 2 min 25 s \| \| \| 17.º \| Simone Masciarelli \| Acqua & Sapone - Caffè Mokambo \| + 2 min 25 s \| \| \| 18.º \| Arnaud Coyot \| Unibet.com \| + 2 min 25 s \| \| \| 19.º \| Martin Elmiger \| AG2R Prévoyance \| + 2 min 25 s \| \| \| 20.º \| Bert De Waele \| Landbouwkrediet-Tönissteiner \| + 2 min 25 s \| \| |                    |                                 |                 |
| |                    |                                 |                 |
| Fuente: ProCyclingStats |                    |                                 |                 |
| Clasificación general |                    |                                 |                 |
| Ciclista | Ciclista           | Equipo                          | Tiempo          |
| 1.º | Tom Boonen         | Quick Step-Innergetic           | 4 h 55 min 36 s |
| 2.º | Fabian Cancellara  | CSC                             | + 0 s           |
| 3.º | Marcus Burghardt   | T-Mobile                        | + 0 s           |
| 4.º | Manuel Quinziato   | Liquigas                        | + 0 s           |
| 5.º | Allan Johansen     | CSC                             | + 42 s          |
| 6.º | Roy Sentjens       | Predictor-Lotto                 | + 46 s          |
| 7.º | Philippe Gilbert   | La Française des jeux           | + 46 s          |
| 8.º | Baden Cooke        | Unibet.com                      | + 46 s          |
| 9.º | Stuart O'Grady     | CSC                             | + 46 s          |
| 10.º | Alessandro Ballan  | Lampre-Fondital                 | + 46 s          |
| 11.º | Serguéi Ivanov     | Astana                          | + 46 s          |
| 12.º | Óscar Freire       | Rabobank                        | + 46 s          |
| 13.º | Stijn Devolder     | Discovery Channel               | + 46 s          |
| 14.º | Michael Boogerd    | Rabobank                        | DES             |
| 15.º | Murilo Fischer     | Liquigas                        | + 2 min 25 s    |
| 16.º | Staf Scheirlinckx  | Cofidis-Le Crédit par Téléphone | + 2 min 25 s    |
| 17.º | Simone Masciarelli | Acqua & Sapone - Caffè Mokambo  | + 2 min 25 s    |
| 18.º | Arnaud Coyot       | Unibet.com                      | + 2 min 25 s    |
| 19.º | Martin Elmiger     | AG2R Prévoyance                 | + 2 min 25 s    |
| 20.º | Bert De Waele      | Landbouwkrediet-Tönissteiner    | + 2 min 25 s    |